# Параромські мови
Параромськими мовами, або парациганськими, називають змішані мови, основа яких складається переважно з ромської, але зазнали на собі значного впливу не-індоарійських мов. Ними розмовляють як традиційними мовами певні циганські спільноти, подекуди водночас з повноцінними ромськими мовами.
Відображаючи ромів, які розселялися усією Європою протягом останніх тисяч років, будучи при цьому за походженням з півночі Індійського субконтиненту, мовна будова більшості параромських мов заснована на різних індоєвропейських мовах, за винятком наразі вимерлої лайузе (основана на естонській мові) та ерромінчела (основана на баскській мові), яка відрізняється від калу-іберійської ромської мови Іспанії та ромської мови Португалії.
Явище параромських мов повністю відрізняється від єврейських мов (окрім івриту), якими розмовляють різні спільноти єврейської діаспори і зазнають сильного впливу іврита, таких як їдиш (юдейсько-німецька) серед ашкеназьких євреїв, ладино (юдейсько-іспанська) серед сефардських євреїв, або єванійська (юдейсько-грецька), італканська (юдейсько-італійська), різні юдейсько-арабські мови тощо.

## Різновиди

### Ґрунтовані наіндоєвропейських мовах
- На палеобалканській основі:
  - на вірменській основі:
    - Ломаврен

  - на еллінській основі:
    - Грекоромська мова
- На германській основі:
  - †Англоромська мова
  - Скандоромська мова
  - Сінті-Мануш (перейшла від ромської до параромської мови)[3]
- На кельтській основі:
  - Шелта
  - Шотландський кант
- На романській основі:
  - Іспанське Кало
- На слов'янській основі:
  - Серборомська мова
  - Сервицький говір (під впливом румунської і східнослов'янських мов, переважно української)
  - †Чехоромська мова
- На перській основі[4]:
  - Афганістанський Ґорбат
  - Перськоромська мова
  - Маґаті

### Ґрунтовані на не-індоєвропейських мовах
- На фіно-угорській основі:
  - †Лайузе (під впливом естонської мови)
- На турецькій основі:
  - Кримськоромська мова (під впливом кримськотатарської мови)
  - Курбечча (під впливом турецької мови Кіпру)
- На баскській основі:
  - Ерромінчела